# 金潔·岡薩加
金潔·岡薩加（英語：Ginger Gonzaga，1983年5月17日—）是一名美國女演員和喜劇演員。

## 早期生活
岡薩加在加利福尼亞州莫德斯托長大，並就讀於弗雷德·C·貝耶高中。她進入加利福尼亞大學柏克萊分校和加利福尼亞大學聖巴巴拉分校主修政治學。岡薩加提前一年畢業，在The Groundlings學校受訓，並繼續在第二城和直立公民旅店學習即興表演。

## 職業生涯
岡薩加主持了Hulu的喜劇每日流行文化回顧節目《The Morning After》。她是美國廣播公司《一夜尋情記》的常客，該節目共播出13集。她還出現在許多其他電視節目中，包括《患難與共》、《含笑上台》、《開荒島民》、《酸黃瓜先生的人生笑話》和《104號房間》。
2019年，她在保羅·路德的系列劇《與己同行》中飾演一角。她在2020年的諷刺太空喜劇《太空部隊》中飾演「憤怒的年輕女議員」阿娜貝拉·伊西德羅·坎波斯，也被簡稱為AYC，是一個以女議員為原型的角色。2021年1月，她在Disney+網路劇集《律師女浩克》中為漫威工作室出演，飾演珍妮佛·華特斯／女浩克的好友妮琪·拉蒙斯。

## 個人生活
岡薩加在2018年至2019年期間與演員金·凱瑞有過一段戀情。

## 影視作品

### 電影
| 年份 | 標題             | 角色     | 備註 |
| ---- | ---------------- | -------- | ---- |
| 2012 | 《》             | 吉娜     |      |
| 2014 | 《奇男待嫁》     | 胡安妮塔 |      |
| 2016 | 《狄恩》         | 吉兒     |      |
| 2017 | 《前男友行不行》 | 海倫     |      |
| 2020 | 《糟糕諮詢》     | 米蘭達   |      |

### 電視
| 年份       | 標題                            | 角色                  | 備註                                   |
| ---------- | ------------------------------- | --------------------- | -------------------------------------- |
| 2009－2011 | 《In Gayle We Trust》           | Kim Kaminski          | 9集                                    |
| 2011－2012 | 《The Morning After》           | 她自己（共同主持人）  | 第一季                                 |
| 2012－2020 | 《蓋酷家庭》                    | 多位配音              | 4集                                    |
| 2013－2014 | 《正統》                        | Peggy                 | 常設角色                               |
| 2014       | 《一夜尋情記》                  | Maya                  | 主要角色                               |
| 2014       | 《憤怒管理》                    | Vanessa / Maureen     | 3集                                    |
| 2016       | 《患難與共》                    | Christy               | 常設角色（第二季）                     |
| 2016       | 《地獄天使》                    | Kelly                 | 4集                                    |
| 2016－2017 | 《開荒島民》                    | 艾瑪                  | 主要角色（第一季）；客串（第二－三季） |
| 2016－2019 | 《Those Who Can't》             | Gloria Guzman         | 3集                                    |
| 2017       | 《》                            | Lorena                | 常設角色（第二季）                     |
| 2017－2018 | 《含笑上台》                    | 瑪姬                  | 常設角色                               |
| 2017－2022 | 《機器雞》                      | 多位配音              | 3集                                    |
| 2018       | 《黃金單身爸》                  | 達娜                  | 9集                                    |
| 2018       | 《一起單身的日子》              | Alia                  | 3集                                    |
| 2018       | 《酸黃瓜先生的人生笑話》        | 薇薇安                | 5集                                    |
| 2018       | 《104號房間》                   | Vicki                 | 1集                                    |
| 2019       | 《同妻俱樂部》                  | Erin                  | 2集                                    |
| 2019       | 《Bajillion Dollar Propertie$》 | Julianka              | 2集                                    |
| 2020       | 《太空部隊》                    | Anabela Ysidro-Campos | 2集                                    |
| 2022       | 《基南秀》                      | Carrie                | 2集                                    |
| 2022       | 《圖卡和柏蒂》                  | （配音）              | 2集                                    |
| 2022       | 《律師女浩克》                  | 妮琪·拉蒙斯           | 主要角色                               |
| 2023       | 《真实的谎言》                  | Helen Tasker          | 主要角色                               |

## 外部連結
- 金潔·岡薩加在互联网电影资料库（IMDb）上的資料（英文）
- 金潔·岡薩加的X（前Twitter）